# سفنتا
سفنتا هي إحدى القرى اللبنانية من قرى قضاء صيدا في محافظة الجنوب.